# 广口杜鹃
广口杜鹃（学名：Rhododendron ludlowii）为杜鹃花科杜鹃花属下的一个种。

## 扩展阅读
- 維基物種上的相關：广口杜鹃